# Лагермарк Герман Іванович
Ла́гермарк Ге́рман Іва́нович (22 травня 1843 (3 червня) — пом. 1907) — хімік-органік, ректор Харківського університету і директор Нікітського ботанічного саду.

## Біографія
Герман Лагермарк народився у сім'ї потомствених дворян Фінляндії. Здобував домашню освіту, а потім продовжив навчання в гімназії міста Або (Турку). Закінчивши її, вступив до Гельсингфорського університету (Гельсінського). У 1866 році він закінчив університет, здобувши ступінь ліценціата філософії, а пізніше і ступені магістра та доктора філософії. До 1871 року Лагермарк працював лаборантом в університетській хімічній лабораторії.
Із 1871 року він починає читати лекції в Харківському імператорському університеті. Наступного року його призначають доцентом кафедри хімії, в 1873 — екстраординарним, а в 1885 — ординарним професором кафедри. У 1896 році він здобув звання заслуженого професора. Викладацьку діяльність вів переважно за курсом органічної хімії.
Наукова робота Лагермарка була пов'язана із вивченням структури органічних сполук. Зокрема, він проводив дослідження спільно з відомим російським хіміком Олександром Ельтековим і навіть сприяв йому в отриманні докторського ступеня. Деякі його роботи стосувалися й історії хімії в Харківському університеті — до його праць належать нариси про першого хіміка в університеті — російського науковця Фердинанда Гізе.
Починаючи з 1874 року Лагермарк разом з іншими професорами Миколою Бекетовим та Миколою Яцуковичем розпочав розширення лабораторій. У 1888 році їм вдалося отримати значне на той час фінансування в розмірі 15 тисяч рублів.
Лагермарк входив до числа членів Товариства дослідників природи при Харківському університеті, до Російського і Німецького хімічного товариств. Окрім цього, Лагермарк брав активну участь у суспільному житті Харкова: був гласним Думи, членом Харківського товариства грамотності, а також висловлювався в місцевій пресі з питання будівництва водогону.
Із серпня 1899 по вересень 1901 року Лагермарк обіймав посаду ректора Харківського університету, а після відставки в грудні 1902-го він був призначений директором Нікітського ботанічного саду.